# شو تشانغ (ممثلة)
شو تشانغ (بالصينية: 舒畅) هي مغنية وممثلة صينية، ولدت في 1 ديسمبر 1987 في جيلين في الصين.

## وصلات خارجية
- الموقع الرسمي
- شو تشانغ على موقع IMDb (الإنجليزية)
- شو تشانغ على موقع قاعدة بيانات الفيلم (الإنجليزية)